# أنيسة حسونة
أنيسة حسونة (22 يناير 1953 - 13 مارس 2022)، كاتبة وباحثة سياسية مصرية، وأيضًا هي نائبةٌ معينةٌ بمجلس النواب المصري. كما شغلت منصب المدير التنفيذي السابق لمؤسسة مجدي يعقوب لأمراض وأبحاث القلب، وهي حاصلةٌ على بكاليوريوس الاقتصاد والعلوم السياسية من جامعة القاهرة.

## التدرج الوظيفي
بدأت عملها كملحق دبلوماسي بوزارة الخارجية المصرية، ثم عملت لمدة أربعة عشر عاماً في مجلس الوحدة الاقتصادية العربية - جامعة الدول العربية. ثم شغلت منصب مدير عام «منتدى مصر الاقتصادي الدولي»، ثم ببنك مصر إيران للتنمية كمساعد المدير العام، لتعمل بعد ذلك كمدير عام لمنتدى مصر الاقتصادي الدولي.
وهي محاضرة أيضاً في المعهد الدبلوماسي في وزارة الخارجية المصرية والمعهد المصرفي التابع للبنك المركزي المصري، شغلت العديد من المناصب منها منصب أمين صندوق المجلس الاستشاري لمؤسسة “IDEA ” الدولية لمنطقة غرب آسيا وشمال أفريقيا حول التحول الديمقراطي، كما تشغل أيضا منصب عضو مجلس الإدارة وأمين صندوق جمعية الباجواش المصري للعلوم والشئون الدولية وهي المنظمة الحاصلة علي جائزة نوبل لعام 1995، وعضو في العديد من الهيئات الاستشارية للفكر والحريات والمرأة في مصر والوطن العربي والعالم، فهي مؤسسه لـ«نساء من أجل السلام عبر العالم» في سويسرا، كما عملت كعضو للهيئة الاستشارية لمؤسسة “الفكر العربي” ببيروت، وعضو المجلس الاستشاري “لمنتدى البدائل”، وعضو الغرفة التجارية الأمريكية بالقاهرة، ورئيس مجلس أمناء “مؤسسة مصر المتنورة” التي تعمل على دعم قيم المواطنة وحرية التعبير وحقوق المرأة وهي عضو مؤسس في “Think Tank for Arab Women”، وعضو مؤسس في المنتدى العربي للمواطنة في المرحلة الانتقالية.

## إنجازتها
أول امرأة تنتخب أميناً عاماً للمجلس المصري للشئون الخارجية، وقد تم اختيارها من قبل مجلة «أرابيان بيزنس» في 2014 على قائمتها السنوية لأقوى 100 امرأة عربية على مستوى العالم، وذلك عن مجال المجتمع والثقافة.

## كتب ومقالات
تقوم«حسونه» بكتابة مقالات رأي في عدد من الإصدارات الصحفية منها جريدة المصري اليوم والشروق وموقع المنصة، وأحدث إصداراتها كتاب «ما بعد الربيع العربي.. الصراع والتعاون في الشرق الأوسط».
ومن أشهر مقالاتها:
- «دليل المرأة الذكية إلى الكوتة النسائية»[7]
- «لو لم تكن مصريًا، فماذا تود أن تكون؟»[8]
- «مصر «المتنورة»»[9]
- «المصريون من التلاحم إلى التزاحم»[10]
- «كما تدين.. تدان»[11]
- «مذكرات برلمانية مستجدة»[12]
- «هل «المعارضة» كلمة سيئة السمعة؟»[13]
- «انطباعات برلمانية»[14]